# Dasychira nigirica
Dasychira nigirica är en fjärilsart som beskrevs av George Francis Hampson 1891. Dasychira nigirica ingår i släktet Dasychira och familjen tofsspinnare. Inga underarter finns listade i Catalogue of Life.